# ТЕС Ал-Хафджі
28°24′46″ пн. ш. 48°31′50″ сх. д. / 28.41278° пн. ш. 48.53056° сх. д.
ТЕС Ал-Хафджі – теплова електростанція на сході Саудівської Аравії.
Станція розташована у береговому комплексі нафтового родовища Хафджі (північне завершення супергігантського родовица Сафанія), яке знаходиться у нейтральній зоні між Кувейтом та Саудівською Аравією та перебуває у спільній розробці. 
В 2004 році на майданчику станції стали до ладу три встановлені на роботу у відкритому циклі газові турбіни фактичною потужністю по 30 МВт (номінальний показник при стандартних умовах становить 42 МВт, проте в умовах спекотного клімату турбіни суттєво втрачають у потужності). 
В 2012-му ТЕС доповнили ще однією газовою турбіною з тим же показником 30 МВт.
Як станція споживає природний газ, який продукує установка підготовки родовища Хафджі.